# The People's Joker
The People's Joker es una película de superhéroes de parodia estadounidense sobre la transición a la adultez de 2022 dirigida por Vera Drew y escrita por Drew y Bri LeRose. La película se estrenó el 13 de septiembre de 2022 en el Festival Internacional de Cine de Toronto de 2022, pero las proyecciones planificadas de la película fueron canceladas debido a "problemas de derechos". La película parodia extraoficialmente a personajes de los cómics de Batman, y el personaje principal es una mujer transgénero basada en el Joker, interpretada por Drew. La película también cuenta con Scott Aukerman, Tim Heidecker, Maria Bamford, David Liebe Hart, Robert Wuhl y Bob Odenkirk en papeles secundarios.

## Argumento
En un mundo distópico monitoreado por Batman, una niña pequeña crece en Smallville, Kansas, idolatrando a los artistas en un programa de comedia, UCB Live. La madre de la protagonista anónima se perturba cuando su hija pregunta: "¿Nací en el cuerpo equivocado?" e inmediatamente reserva una sesión con el Dr. Crane del Asilo Arkham, quien prescribe Smylex: un medicamento que obliga a sus usuarios a poner cara feliz, incluso si sienten depresión, ansiedad o disforia de género.
Quince años después, nuestra heroína ha crecido y se muda a Gotham City para unirse al elenco de UCB Live, donde una computadora le designa como un Joker masculino, a quien se le permitirá tener una identidad individual en el elenco, a diferencia de las mujeres, que son todos asignados para ser arlequines sin nombre que sirven como bailarinas de respaldo. El proceso para convertirse en talento en el aire incluye pagar 15,000$ y soportar clases de comedia de improvisación del miembro del elenco de UCB, Ra's al Ghul. La heroína entabla amistad con Oswald Cobblepot, otro comediante en apuros que no puede pagar la entrada y el dúo decide que, en cambio, formarán su propio grupo de comedia. Para evitar normas que prohíban el humor no aprobado, llamarán a su acto "anticomedia".
Se instalan en un almacén abandonado en un carnaval en ruinas y rápidamente se les unen varios comediantes que infringen la ley con sus propios actos deliberadamente incómodos y sin gracia. Uno de ellos es Jason "Mr. J" Todd, que se viste como su propio Joker y cuenta con humor observacional marxista. El Sr. J y la heroína inmediatamente establecen un vínculo y tienen una cita que incluye la revelación del Sr. J de que es un hombre transgénero que recientemente dejó una relación abusiva. Esto ayuda a animar a la protagonista a expresar que es una mujer trans y ambos conspiran para que ella se sumerja en una tina de estrógeno para su transición de género.
Mientras el dúo evade a los guardias en la planta química, un Batman retirado aparece para detenerlos y deja al Sr. J conmocionado. Mientras la protagonista finalmente se siente feliz por primera vez después de salir de los químicos, el Sr. J revela que su ex es Batman. El luchador contra el crimen adoptó a la huérfana Carrie Kelley y la entrenó para que fuera su compañera Robin, incluso ayudándola con una transición de género a la identidad de Jason Todd, pero su relación se volvió tóxica y sexual, a pesar de su gran diferencia de edad y el hecho de que Batman era un figura paterna para el joven de diecisiete años.
Batman continúa haciendo apariciones públicas, participando en un concurso de reality shows de citas, haciéndose pasar por un hombre heterosexual e incluso presentando UCB Live, lo que enfurece a Jason, quien logra que todos los eventos giren en torno a él. Su compañera ahora ha tomado el nombre de Joker el Arlequín: una mujer con una identidad cómica propia que intenta ser feliz pero está atrapada en los patrones abusivos y autosabotadores del Sr. J. Cuando la madre de Joker viene de visita y explica que quiere disculparse por cómo crio a su hija, llega en un momento en que Joker está rompiendo con el Sr. J y decide finalmente enfrentarse al establishment de la comedia pirateando una transmisión de UCB Live, desafiando al productor Lorne Michaels a dejar que ella sea su anfitriona en lugar de Batman.
Michaels está de acuerdo y lo ve como una forma de subir la audiencia. Batman intenta intervenir, pero todo el grupo anticomedia lo rechaza, con la enorme venus atrapamoscas de Pamela Isley comiéndose a Batman. Joker logra hacer las paces con el Sr. J antes de emprender una agotadora sesión de entrenamiento de un día de duración con Ra's, quien revela que existe una profecía sobre un héroe del pueblo que puede liberar la comedia de sus limitaciones y cree que es Joker el Arlequín.
En la noche del espectáculo, Michaels empuja a Smylex entre la multitud para asegurarse de que se rían sin importar lo que diga Joker y ella finalmente tiene un momento de "supersanidad" donde comprende lo que necesita para ser feliz y cómo no puede provenir de la validación de forasteros. Ella se materializa en la Quinta Dimensión junto al poderoso Mx. Mxyzptlk, quien se ofrece a reorganizar la secuencia temporal de Joker. Ella pide que su viejo amigo Oswald reciba la fama y el poder de Batman y que tenga un recuerdo feliz de la infancia: ella tiene una visión de 1992, viajando en el auto con su madre, mientras cantan "The Joker" y se ríen.
Después de los créditos, se nos dice que Joker regresará en The Joker's Nightmare y aparece en pantalla el guante de Freddy Krueger.

## Reparto
- Vera Drew como Joker el Harlequin/Vera, una mujer trans de Smallville que intenta ingresar al mundo del monólogo.
  - Griffin Kramer como una Vera joven antes de la transición, cuyo deadname es entrecortado.
- Lynn Downey como la madre de Vera
- Kane Distler como Mr. J, un hombre trans emocionalmente manipulador que es una combinación de Jason Todd y la encarnación de Jared Leto del Joker de Escuadrón Suicida.
- Nathan Faustyn como el Pingüino, el amigo más vago de Joker y otro aspirante a comediante.
- David Liebe Hart como Ra's al Ghul, el maestro de ceremonias de UCB, el único escaparate de comedia de Gotham City.
- Phil Braun como Batman, un hombre gay en el armario de extrema derecha, que era el abusador del Sr. J.
- Maria Bamford como Lorne Michaels, el productor controlador de UCB. Originalmente el papel fue interpretado por la estrella de Saturday Night Live, Sarah Sherman, pero pidió que se la sustituyera por otra actriz después del estreno en el Festival de Cine de Toronto.
- Christian Calloway como el Dr. Jonathan Crane, quien le receta a la joven Vera Smylex un antidepresivo ineficaz con efectos secundarios grotescos.
- Trevor Drinkwater como Riddler, otro aspirante a comediante.
- Ruin Carroll como Pamela Isley, une aspirante a comediante no binarie.
- Tim Heidecker como Perry White, un beligerante comentarista político al estilo Alex Jones.
- Scott Aukerman como el Señor Frío
- Bob Odenkirk como Bob el matón
- Arden Hughes como la computadora UCB
- Robert Wuhl como él mismo, actor de películas de superhéroes que aparece mediante un cameo.
- Alec Robbins como Mr. Boop
- Cricket Arrison como Creeper. El crítico de cine y barman Mike Vanderbilt apareció originalmente como The Creeper en las primeras versiones de la película, pero fue modificado después de que se hicieron acusaciones de agresión sexual en su contra.[4]
- Mia Moore Marchant como la Cazadora
- Ember Knight como Mister Mxyzptlk
- Sandy Honig como la esposa del Mr. Boop
- Eliot Glazer como Lil Timmy Too Times
- Denali Winter como Clark Kent
- Bambi Bella como Lois Lane
- Rome L. Davis como trabajadora social

## Producción
A finales de 2019, la coguionista Bri LeRose animó a Drew a reeditar la película Joker. Mientras trabajaba en la reedición, Drew comenzó a pensar en cómo los personajes reflejaban su propia vida y afirmó: "Sabía que necesitaba hacer algún tipo de gran proyecto creativo sobre cuestiones de género, comedia y problemas maternos". Drew originalmente planeó volver a editar "cada una de las películas de Batman" junto con otras películas para hacer la película, pero esas escenas fueron retiradas más tarde. Drew obtuvo de forma colaborativa tanto el presupuesto para la producción como el arte; Más de 100 artistas proporcionaron telones de fondo y animación de personajes para la película.

## Estreno
Según Drew, "un conglomerado de medios" le envió "una carta enojada (mal informada como un 'cese y desista') presionándola para que no proyectara" poco antes del estreno. Algunos medios de comunicación asumieron que se trataba de Warner Bros. Discovery, la empresa matriz de DC Comics, pero ni Drew ni Warner Bros. lo han confirmado.
El 14 de septiembre de 2022, un día después del estreno de la película en el Festival Internacional de Cine de Toronto, se cancelaron las proyecciones posteriores de la película. El sitio web de TIFF decía: "La cineasta ha retirado esta película debido a problemas de derechos". La película intentó recibir una exención de derechos de autor bajo uso legítimo por ser una parodia, y una tarjeta de título mostrada antes de que comenzara la película decía: "Cualquier infracción de derechos de autor o marca registrada no se realizó intencionalmente". En una declaración a Variety, Drew dijo: "Estamos buscando compradores y socios de distribución que nos protejan y hagan que esta película sea accesible para las personas trans y sus familias en todas partes".
La primera proyección estadounidense tuvo lugar en el festival de cine Outfest 2023 en Los Ángeles el 15 de julio de 2023.
The People's Joker se estrenó en los cines de Estados Unidos el 5 de abril de 2024.

### Recepción
En el sitio web agregador de reseñas Rotten Tomatoes, el 96% de las reseñas de 55 críticos son positivas, con una calificación promedio de 7.5/10. Peter Debruge de Variety describió la película como "un reflejo de la variedad deliberadamente escandalosa e irónicamente distanciada que se encuentra en los memes de Internet y las series de Adult Swim" y como "utilizando la metaironía milenaria... para criticar las instituciones que [Drew] alguna vez apreció". Katie Rife de Polygon declaró: "en una época en la que la propiedad intelectual corporativa se ha convertido en una religión de facto en la cultura cinematográfica global, The People's Joker es un cóctel molotov blasfemo de película, con un punto de vista único y valioso. Y es hilarante también". Jude Dry de IndieWire le dio una B+ y escribió: "Debajo de la locura satírica se encuentra una historia genuinamente conmovedora de autoaceptación, amor propio y el acto inspirador de una artista que toma su poder. Bromas aparte, la gente merece verla".